# Liste der Fahnenträger der Mannschaften der Britischen Jungferninseln bei Olympischen Spielen
Die Liste der Fahnenträger der Mannschaften der Britischen Jungferninseln bei Olympischen Spielen listet chronologisch alle Fahnenträger Mannschaften der Britischen Jungferninseln bei den Eröffnungs- (EF) und Abschlussfeiern (AF) Olympischer Spiele auf.

## Liste der Fahnenträger
| Mannschaft             | Veranstaltung | Fahnenträger (EF) | Fahnenträger (AF) |
| ---------------------- | ------------- | ----------------- | ----------------- |
| 1984 in Sarajevo       | Winterspiele  | Erroll Fraser     |                   |
| 1984 in Los Angeles    | Sommerspiele  | Lindel Hodge      |                   |
| 1988 in Seoul          | Sommerspiele  | Willis Todman     |                   |
| 1992 in Barcelona      | Sommerspiele  | Karl Scatliffe    |                   |
| 1996 in Atlanta        | Sommerspiele  | Keita Cline       |                   |
| 2000 in Sydney         | Sommerspiele  | Keita Cline       |                   |
| 2004 in Athen          | Sommerspiele  | Dion Crabbe       | Dion Crabbe       |
| 2008 in Peking         | Sommerspiele  | Tahesia Harrigan  | Tahesia Harrigan  |
| 2012 in London         | Sommerspiele  | Tahesia Harrigan  | Tahesia Harrigan  |
| 2014 in Sotschi        | Winterspiele  | Peter Crook       | Peter Crook       |
| 2016 in Rio de Janeiro | Sommerspiele  | Ashley Kelly      | Volunteer         |
| 2020 in Tokio          | Sommerspiele  | Elinah Phillip    | Volunteer         |
| 2020 in Tokio          | Sommerspiele  | Kyron McMaster    | Volunteer         |
| 2024 in Paris          | Sommerspiele  | Adaejah Hodge     | Eduardo Garcia    |
| 2024 in Paris          | Sommerspiele  | Thad Lettsome     | Eduardo Garcia    |

Anmerkung: (EF) = Eröffnungsfeier, (AF) = Abschlussfeier

## Statistik
| Rang    | Sportart       | EF | AF | ∑  |
| ------- | -------------- | -- | -- | -- |
| 1       | Leichtathletik | 14 | 4  | 18 |
| 2       | Volunteer      | 0  | 2  | 2  |
| 3       | Schwimmen      | 1  | 0  | 1  |
| 3       | Segeln         | 1  | 0  | 1  |
| Gesamt: | Gesamt:        | 16 | 6  | 22 |

| Rang    | Sportart         | EF | AF | ∑ |
| ------- | ---------------- | -- | -- | - |
| 1       | Freestyle-Skiing | 1  | 1  | 2 |
| 2       | Eisschnelllauf   | 1  | 0  | 1 |
| Gesamt: | Gesamt:          | 2  | 1  | 3 |

| Rang    | Sportart         | EF | AF | ∑  |
| ------- | ---------------- | -- | -- | -- |
| 1       | Leichtathletik   | 14 | 4  | 18 |
| 2       | Freestyle-Skiing | 1  | 1  | 2  |
| 2       | Volunteer        | 0  | 2  | 2  |
| 4       | Eisschnelllauf   | 1  | 0  | 1  |
| 4       | Schwimmen        | 1  | 0  | 1  |
| 4       | Segeln           | 1  | 0  | 1  |
| Gesamt: | Gesamt:          | 18 | 7  | 25 |